# Amadeus II. (Montfaucon)

Wappen Amadeus′ von Montfaucon

Amadeus II. von Montfaucon (frz. Amédée, * 1130; † 1195) war Herr von Montfaucon, sowie (als Amadeus I.) Graf von Mömpelgard (Montbéliard).
Er war der Sohn von Richard II., Herr von Montfaucon, und Sophia von Montbéliard († 1148). Von seinem Vater erbte er die Herrschaft Montfaucon. Beim Tod seines Großvaters mütterlicherseits, Dietrich II. von Mömpelgard, erbte er 1163 von diesem die Grafschaft Montbéliard.
Er heiratete (möglicherweise in zweiter Ehe) Beatrix von Grandson-Joinville.
Er hatte mehrere Töchter und zwei Söhne. Von letzteren folgte ihm der Ältere, Richard III., als Graf von Mömpelgard, der Jüngere, Walter († 1212) begab sich als Kreuzfahrer ins Heilige Land und machte dort Karriere als Konstabler von Jerusalem und Regent von Zypern.
Amadeus widersetzte sich dem vierten Sohn des Kaisers, Pfalzgraf Otto I. von Burgund, der seinen Machtbereich zu Amadeus′ Lasten auf das Elsass ausbreiten wollte. Bei einer Verhandlung mit Otto im Frühling 1195 wurde er von diesem eigenhändig getötet.